# Teoria electrolítica da dissociação
Trabalhando na Universidade de Uppsala, o químico sueco Arrhenius realizou numerosas experiências relacionadas com a passagem de corrente elétrica através de soluções aquosas e, com base nessas experiências, formulou a hipótese de que tais soluções deveriam conter partículas carregadas: os íons. A partir disso, ele estabeleceu a teoria da dissociação iônica, que lhe garantiu o Prêmio Nobel de Química de 1903.
Arrhenius verificou que determinadas soluções aquosas conduziam corrente elétrica (solução eletrolítica) e outras não (solução não-eletrolítica). Para justificar o comportamento distinto das soluções, Arrhenius propôs que as moléculas das substâncias, na presença de água, dividem-se em entidades menores, podendo ou não terem carga elétrica. Chama-se eletrólito a substância que, em solução aquosa, sofre o fenômeno da ionização ou da dissociação iônica.
Dissociação iônica é a separação dos íons de uma substância iônica quando ela se dissolve na água.
Ionização é a formação de íons na reação de uma substância molecular com a água, quando esta substância molecular nela se dissolve.